# Hemerocampa obliviosa
Hemerocampa obliviosa är en fjärilsart som beskrevs av Edwards 1886. Hemerocampa obliviosa ingår i släktet Hemerocampa och familjen tofsspinnare. Inga underarter finns listade i Catalogue of Life.